# Pogonotriccus venezuelanus
A Pogonotriccus venezuelanus a madarak (Aves) osztályának verébalakúak (Passeriformes) rendjébe és a királygébicsfélék (Tyrannidae) családjába tartozó faj.

## Rendszerezése
A fajt Hans von Berlepsch német ornitológus írta le 1907-ben. Besorolása vitatott, egyes szakértők a Phylloscartes nembe helyezik Phylloscartes venezuelanus néven.

## Előfordulása
Venezuela északi részén honos. Természetes élőhelyei a szubtrópusi és trópusi hegyi esőerdők. Állandó, nem vonuló faj.

## Megjelenése
Testhossza 11 centiméter, testtömege 8-9 gramm.

## Természetvédelmi helyzete
Az elterjedési területe kicsi, egyedszáma pedig csökken. A Természetvédelmi Világszövetség Vörös listáján mérsékelten fenyegetett fajként szerepel.